# Gyöngyi Gaál
Gyöngyi Krisztína Gaál est une arbitre hongroise de football née le 26 juin 1975.

## Carrière
Gyöngyi Gaál, arbitre internationale depuis 2002, dirige des matchs quatre matchs de la Coupe du monde de football féminin 2007, dont le match pour la troisième place. Elle arbitre aussi des matchs de la Ligue des champions féminine de l'UEFA et arbitre la demi-finale du Championnat d'Europe de football féminin 2009. Elle fait partie des 16 arbitres retenues pour la Coupe du monde de football féminin 2011.